# Otakar Kraus
Pour les articles homonymes, voir Kraus.
Otakar Kraus (né le 10 janvier 1909 à Prague, alors en Autriche-Hongrie - mort 28 juillet 1980 à Londres, Royaume-Uni) était un baryton tchèque naturalisé britannique. Passé à l'enseignement du chant en 1973, il a formé la fine fleur des basses britanniques des années 1970 et 1980 : Robert Lloyd, John Tomlinson, Gwynne Howell et Willard White.
Kraus étudia le chant à Prague et à Milan et débuta en 1935 à Brno dans le rôle d'Amonasro (Aïda). De 1936 à 1939, il chantait à Bratislava, de 1939 à 1941 au Théâtre national de Prague, à partir de 1941 à Covent Garden. Quoiqu'il eût chanté dans le monde entier (notamment le rôle d’Alberich au Festival de Bayreuth), son legs discographique n'est pas très volumineux. Son immortalité artistique repose, outre sur ses élèves, sur sa création et sa longue incarnation du rôle de Nick Shadow dans The Rake's Progress d’Igor Stravinsky. Il créa également le rôle de Tarquin dans Le Viol de Lucrèce de Benjamin Britten, au Festival de Glyndebourne en 1946.